# Партия предпринимателей Эстонии
Партия предпринимателей Эстонии (эст. Eesti Ettevõtjate Erakond) — эстонская правая политическая партия 1990—1994 годов. Основана Тийтом Маде, опиралась на радикально-националистические круги, кооператоров и частных предпринимателей. Выступала с позиций национал-консерватизма и экономического либерализма, активно участвовала в процессе восстановления независимости. С 1994 интегрировалась в Центристскую партию, отчасти в Партию реформ.

## Национализм и бизнес
Поющая революция 1988 года стимулировала в Эстонской ССР движение за национальную независимость. Экономической стороной стало интенсивное развитие кооперации, а вскоре и частного предпринимательства. Эти тенденции совместил экономист Тийт Маде, один из авторов программы республиканского хозрасчёта IME. В недавнем прошлом член КПСС, функционер Госплана ЭССР и сотрудник советского посольства в Швеции, Тийт Маде позиционировался как радикальный эстонский националист и одновременно лидер кооперативного движения.
Учреждение Партии предпринимателей Эстонии (Eesti Ettevõtjate Erakond, EEE) состоялось в Таллине 2 марта 1990 года. Председателем партии был избран Тийт Маде. В программном документе EEE отмечалось, что «при развитом левом фланге эстонской политики недостаточно развит правый фланг» — и делалась соответствующая заявка.

## Партийная программа
Программа EEE совмещала крайний экономический либерализм и интеграцию в экономическое пространство БалтоСкандии с восстановлением эстонских производственных традиций — хуторов на селе, малых предприятий, мастерских и лавок в городе. Первоочередной задачей партии являлось достижение полной национальной независимости и государственного суверенитета Эстонии. В целом партийная доктрина основывалась на консервативном национализме.

Некоторые неясности в программе и отсутствие ясных аналогов на Западе полностью компенсируется мощной финансовой базой — партия создана на основе Ассоциации кооператоров, затем преобразовавшейся в Эстонский центральный союз предпринимателей, причем Т.Маде стал и председателем партии и президентом Союза.

Дмитрий Фурман

EEE активно участвовала в движении за восстановление независимости Эстонии, выступала под лозунгами крайнего антисоветизма и антикоммунизма.

## Слияние с центристами
На первых в независимой Эстонии парламентских выборах 1992 года Партия предпринимателей получила 10953 голоса — 2,39 %. Тийт Маде был избран как персональный кандидат, но партийный список не прошёл. Стали очевидными ограниченность электората EEE и слабость организационно-политического аппарата.
Осенью 1994 года Центристская партия Эстонии предложила Партии предпринимателей войти в свой состав. Руководство EEE приняло предложение. В ноябре Тийт Маде и Эдгар Сависаар подписали соответствующий документ. Объединение состоялось 21 декабря 1994. Большинство членов партии вступили в Центристскую партию, другие впоследствии присоединились к Партии реформ. Самостоятельное существование EEE прекратилось.

## Программное влияние
Тийт Маде в 1995 году участвовал в создании либерально-центристской Партии развития. Вышел из партии в 1998. Среди причин выхода, наряду с «чрезмерным либерализмом» в национально-этнических вопросах, Маде назвал недостаточное внимание партии к проблемам частного предпринимательства.
По некоторым оценкам, несмотря на электоральную неудачу и кратковременность существования EEE, программа Партии предпринимателей оказала существенное влияние на экономическую политику независимой Эстонии.